# Талахадзе, Лаша
Лаша Талахадзе (груз. ლაშა ტალახაძე, род. 2 октября 1993 года, Сачхере, Грузия) — грузинский тяжелоатлет, выступающий в весовой категории свыше 109 кг. Трёхкратный олимпийский чемпион 2016, 2020 и 2024, семикратный чемпион мира (2015, 2017, 2018, 2019, 2021, 2022 и 2023), семикратный чемпион Европы (2016, 2017, 2018, 2019, 2021, 2022 и 2023). Установил 23 мировых рекорда в весовых категориях свыше 105 кг и свыше 109 кг.  Действующий мировой рекордсмен в рывке, толчке и сумме двух упражнений в категории свыше 109 кг. Абсолютный рекордсмен по поднятому весу в рывке (225 кг), в толчке (260 кг) и в сумме двоеборья (485 кг). Лучший тяжелоатлет года по версии Международной федерации тяжёлой атлетики 2017 и 2018.

## Карьера
Родился в семье мастера спорта международного класса Кобы Талахадзе и Жанны Тодадзе. Поначалу занимался борьбой и футболом, потом перешёл в тяжёлую атлетику под руководством отца. Дебютировал на международной арене в 2010 году. В течение своей спортивной карьеры выступал в категории свыше 105 кг.
17 октября 2013 года на чемпионате Европы по тяжёлой атлетике среди юниоров был дисквалифицирован за применение допинга — станозолола. Дисквалификация истекла 17 октября 2015 года. С 2015 по 2016 год выиграл подряд чемпионат мира, чемпионат Европы и Олимпийские игры.

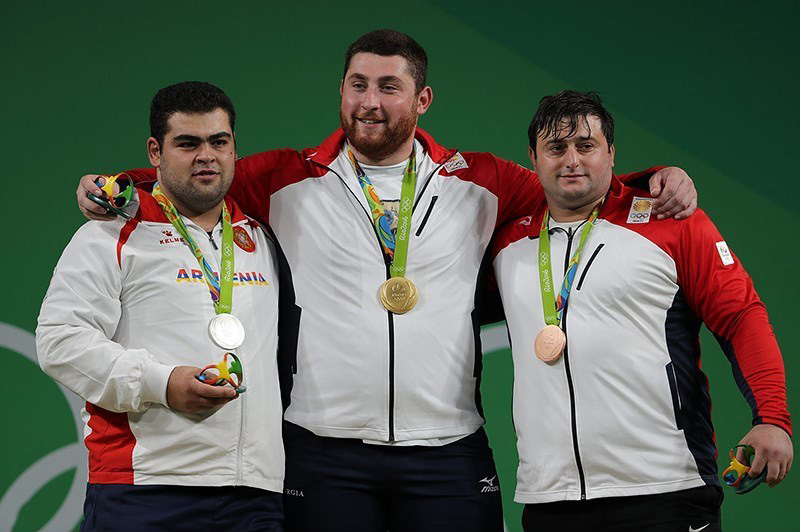
Пьедестал на Олимпийских играх 2016 года. Лаша в центре

В 2016 году на летних Олимпийских играх в Рио-де-Жанейро установил новый мировой рекорд по сумме упражнений (473 кг), превзойдя рекорд Хусейна Резазаде (472 кг), державшийся с 26 сентября 2000 года.
8 апреля 2017 года на чемпионате Европы в хорватском Сплите установил новый мировой рекорд в рывке — 217 кг.
5 декабря 2017 года на чемпионате мира установил сразу два мировых рекорда: 220 кг в рывке и 477 кг по сумме упражнений, побив неофициальный рекорд в сумме Леонида Тараненко (475 кг).
22 сентября 2018 года на чемпионате Грузии улучшил сразу два мировых рекорда: взял в толчке вес 264 кг, а по сумме двоеборья набрал 478 кг, побив своё же достижение годичной давности на 4 кг. Эти рекорды не были зафиксированы международной федерацией в силу регионального статуса соревнований.
В ноябре 2018 года на чемпионате мира в Ашхабаде грузинский спортсмен в весовой категории свыше 109 кг завоевал золотую медаль с результатом по сумме упражнений 474 кг и малые золотые медали в рывке (217) и толчке (257). В итоге Лаша обновил все три мировых рекорда в категории свыше 109 кг. Отличие цифр в меньшую сторону от предыдущих рекордов связано с пересмотром границ весовых категорий Международной федерацией тяжёлой атлетики в 2018 году. В частности, категория «свыше 105 кг» заменена на «свыше 109 кг», поэтому рекорды в категории свыше 109 кг регистрируются только с 2018 года.
На чемпионате Европы 2019 года в Батуми Лаша завоевал очередной титул чемпиона Европы, обновив все три своих же мировых рекорда (478 кг в сумме, рывок — 218 кг, толчок — 260 кг).
В сентябре 2019 года на чемпионате мира в Паттайе, грузинский спортсмен, в весовой категории свыше 109 кг, завоевал чемпионский титул в сумме двоеборье с результатом 484 кг, установив сразу три мировых рекорда. В частности, в рывке он установил мировой рекорд и завоевал малую золотую медаль (220 кг), в толчке штанги также был первым с мировым рекордом (264 кг).
В апреле 2021 года на чемпионате Европы в Москве Лаша установил мировой рекорд в рывке и завоевал золотую медаль (222 кг). Показав в толчке штанги результат 263 кг, завоевал чемпионский титул в сумме двоеборье с результатом 485 кг.
В августе 2021 года стал олимпийским чемпионом в Токио, установив три мировых рекорда в рывке (223 кг), толчке (265 кг) и сумме (488 кг).
В декабре 2021 года на чемпионате мира по тяжелой атлетике, проходившем в Ташкенте, стал пятикратным чемпионом мира, заняв первое место в весовой категории свыше 109 кг и установив три мировых рекорда в рывке (225 кг), в толчке (267 кг) и по сумме двух упражнений (492 кг). Обновил свой же абсолютный рекорд по поднятому весу в рывке и побил "вечный" рекорд Леонида Тараненко в толчке (266 кг), установленный в 1988 году.
В июне 2022 года на юбилейном 100-м чемпионате Европы по тяжелой атлетике, выступая после травмы, вновь занял первое место, став шестикратным чемпионом Европы с результатом 217-245-462.
На чемпионате мира 2022 года в Боготе, в Колумбии в категории свыше 109 кг завоевал чемпионский титул по сумме двух упражнений с результатом 466 кг, также в его копилке обе малые золотые медали (в рывке с результатом 215 кг и в толчке - 251 кг) .
В Ереване, на чемпионате Европы 2023 года, в категории свыше 109 кг, Лаша завоевал золотую медаль подняв вес по сумме двух упражнений в 474 кг. И в рывке и в толчке он также завоевал малые золотые медали.
В Саудовской Аравии, где состоялся Чемпионат мира по тяжёлой атлетике 2023 года, Лаша вновь завоевал титул чемпиона мира — седьмой в своей карьере с результатом 473 кг по сумме двух упражнений. Две малые золотые медали в различных упражнениях также достались ему.
В феврале 2024 года не принял участие в чемпионате Европы в Софии.
На летних Олимпийских играх 2024 года Лаша выступал в весовой категории свыше 102 кг среди мужчин и завоевал золотую олимпийскую медаль. Он поднял 470 килограммов по сумме двух упражнений и стал трёхкратным олимпийским чемпионом.

## Основные результаты
| Год  | Соревнования                                   | Место проведения | Категория    | Рывок         | Толчок        | Сумма двоеборья | Место |
| ---- | ---------------------------------------------- | ---------------- | ------------ | ------------- | ------------- | --------------- | ----- |
| 2010 | Чемпионат Европы среди юношей                  | Валенсия         | свыше 105 кг | 158 кг        | 187 кг        | 345 кг          | 1     |
| 2010 | Чемпионат мира                                 | Анталья          | свыше 105 кг | 162 кг        | —             | —               | —     |
| 2011 | Чемпионат Европы среди юниоров                 | Бухарест         | свыше 105 кг | 185 кг        | 217 кг        | 402 кг          | 1     |
| 2011 | Чемпионат мира                                 | Париж            | свыше 105 кг | 180 кг        | 207 кг        | 387 кг          | 20    |
| 2012 | Чемпионат Европы среди юниоров                 | Эйлат            | свыше 105 кг | 190 кг        | 222 кг        | 412 кг          | 2     |
| 2013 | Чемпионат мира среди юниоров                   | Лима             | свыше 105 кг | 190 кг        | 221 кг        | 411 кг          | 1     |
| 2013 | Чемпионат Европы среди юниоров                 | Таллин           | свыше 105 кг | 190 кг        | 225 кг        | 415 кг          | DSQ   |
| 2015 | Чемпионат мира                                 | Хьюстон          | свыше 105 кг | 207 кг        | 247 кг        | 454 кг          | 1     |
| 2016 | Чемпионат Европы                               | Фёрде            | свыше 105 кг | 212 кг        | 251 кг        | 463 кг          | 1     |
| 2016 | Летние Олимпийские игры                        | Рио-де-Жанейро   | свыше 105 кг | 215 кг WR     | 258 кг        | 473 кг WR, OR   | 1     |
| 2016 | Чемпионат Европы среди молодёжи                | Эйлат            | свыше 105 кг | 205 кг        | 235 кг        | 440 кг          | 1     |
| 2017 | Чемпионат Европы                               | Сплит            | свыше 105 кг | 217 кг WR     | 250 кг        | 467 кг          | 1     |
| 2017 | Чемпионат мира                                 | Анахайм          | свыше 105 кг | 220 кг WR     | 257 кг        | 477 кг WR       | 1     |
| 2018 | Чемпионат Европы                               | Бухарест         | свыше 105 кг | 210 кг        | 247 кг        | 457 кг          | 1     |
| 2018 | Чемпионат Грузии                               | Дигоми           | свыше 105 кг | 214 кг        | 264 кг        | 478 кг          | 1     |
| 2018 | Чемпионат мира                                 | Ашхабад          | свыше 109 кг | 217 кг WR     | 257 кг WR     | 474 кг WR       | 1     |
| 2019 | Чемпионат Европы                               | Батуми           | свыше 109 кг | 218 кг WR     | 260 кг WR     | 478 кг WR       | 1     |
| 2019 | Чемпионат Грузии                               | Дигоми           | свыше 109 кг | 219 кг WR     |               |                 | 1     |
| 2019 | Чемпионат мира                                 | Паттайя          | свыше 109 кг | 220 кг WR     | 264 кг WR     | 484 кг WR       | 1     |
| 2019 | Alexander Cup                                  | Гродно           | свыше 109 кг | —             | —             | —               | —     |
| 2019 | Международный турнир памяти Наима Сулейманоглу | Газиантеп        | свыше 109 кг | 208 кг        | 242 кг        | 450 кг          | 1     |
| 2019 | Турнир Кахи Кахиашвили                         | Дигоми           | свыше 109 кг | 210 кг        | 245 кг        | 455 кг          | 1     |
| 2020 | Кубок мира                                     | Рим              | свыше 109 кг | 215 кг        | 255 кг        | 470 кг          | 1     |
| 2020 | Чемпионат Грузии                               | Душети           | свыше 109 кг | 217 кг        | 250 кг        | 467 кг          | 1     |
| 2021 | Чемпионат Европы                               | Москва           | свыше 109 кг | 222 кг WR     | 263 кг        | 485 кг WR       | 1     |
| 2021 | Летние Олимпийские игры                        | Токио            | свыше 109 кг | 223 кг WR, OR | 265 кг WR, OR | 488 кг WR, OR   | 1     |
| 2021 | Чемпионат Грузии                               | Душети           | свыше 109 кг | 215 кг        | 250 кг        | 465 кг          | 1     |
| 2021 | Чемпионат мира                                 | Ташкент          | свыше 109 кг | 225 кг WR     | 267 кг WR     | 492 кг WR       | 1     |
| 2022 | Чемпионат Европы                               | Тирана           | свыше 109 кг | 217 кг        | 245 кг        | 462 кг          | 1     |
| 2022 | Мемориал Вальдемара Малака                     | Гданьск          | открытая     | 205 кг        | 235 кг        | 440 кг          | 1     |
| 2022 | Чемпионат Грузии                               | Душети           | свыше 109 кг | 215 кг        | 245 кг        | 460 кг          | 1     |
| 2022 | Чемпионат мира                                 | Богота           | свыше 109 кг | 215 кг        | 251 кг        | 466 кг          | 1     |
| 2023 | Чемпионат Европы                               | Ереван           | свыше 109 кг | 222 кг        | 252 кг        | 474 кг          | 1     |
| 2023 | Чемпионат мира                                 | Эр-Рияд          | свыше 109 кг | 220 кг        | 253 кг        | 473 кг          | 1     |
| 2024 | Летние Олимпийские игры                        | Париж            | свыше 102 кг | 215 кг        | 255 кг        | 470 кг          | 1     |

## Награды
- Орден Победы имени Святого Георгия (2024 год)[26]
- Президентский орден «Сияние»